# Јошинори Осуми
Јошинори Осуми (јап. 大隅 良典; Фукуока, 9. фебруар 1945) јапански је ћелијски биолог који је специјализован за аутофагију. Аутофагија је процес који ћелије користе да би разградиле и рециклирале ћелијске компоненте. Осуми је професор на Токијском институту за технологију. Добио је награду Кјото за базне науке 2012. године и Нобелову награду за физиологију или медицину 2016. године за открића механизама аутофагије.

## Дела
Његови оригинални назали о аутофагији ћелија квасца:
- Ohsumi, Yoshinori;  . (октобар 1992). „Autophagy in Yeast Demonstrated with Proteinase-Deficient Mutants and Conditions for Its Induction”. The Journal of Cell Biology. 119 (2): 301—311.
- Ohsumi, Yoshinori;  . (март 1994). „Ultrastructural Analysis of the Autophagic Process in Yeast: Detection of Autophagosomes and Their Characterization”. The Journal of Cell Biology. 124 (6): 903—913.

Друго:
- Tsukada, M; Ohsumi, Y (25. 10. 1993). „Isolation and characterization of autophagy-defective mutants of Saccharomyces cerevisiae.”. FEBS letters. 333 (1-2): 169—74. PMID 8224160.
- Mizushima, N; Noda, T; Yoshimori, T; Tanaka, Y; Ishii, T; George, MD; Klionsky, DJ; Ohsumi, M; Ohsumi, Y (24. 9. 1998). „A protein conjugation system essential for autophagy.”. Nature. 395 (6700): 395—8. PMID 9759731.
- Kabeya, Y.; Mizushima, N.; Ueno, T.; Yamamoto, A.; Kirisako, T.; Noda, T.; Kominami, E.; Ohsumi, Y.; Yoshimori, T. (2000). „LC3, a mammalian homologue of yeast Apg8p, is localized in autophagosome membranes after processing”. The EMBO Journal. 19 (21): 5720—5728. PMC 305793 . PMID 11060023. doi:10.1093/emboj/19.21.5720.
- Ichimura, Y; Kirisako, T; Takao, T; Satomi, Y; Shimonishi, Y; Ishihara, N; Mizushima, N; Tanida, I; Kominami, E; Ohsumi, M; Noda, T; Ohsumi, Y (23. 11. 2000). „A ubiquitin-like system mediates protein lipidation.”. Nature. 408 (6811): 488—92. PMID 11100732.
- Ohsumi, Y (март 2001). „Molecular dissection of autophagy: two ubiquitin-like systems.”. Nature reviews. Molecular cell biology. 2 (3): 211—6. PMID 11265251.
- Kuma, A; Hatano, M; Matsui, M; Yamamoto, A; Nakaya, H; Yoshimori, T; Ohsumi, Y; Tokuhisa, T; Mizushima, N (23. 12. 2004). „The role of autophagy during the early neonatal starvation period.”. Nature. 432 (7020): 1032—6. PMID 15525940.
- Hanada, T; Noda, NN; Satomi, Y; Ichimura, Y; Fujioka, Y; Takao, T; Inagaki, F; Ohsumi, Y (28. 12. 2007). „The Atg12-Atg5 conjugate has a novel E3-like activity for protein lipidation in autophagy.”. The Journal of biological chemistry. 282 (52): 37298—302. PMID 17986448.
- Ohsumi, Yoshinori;  . (децембар 2013). „Highly Oxidized Peroxisomes Are Selectively Degraded via Autophagy in Arabidopsis”. The Plant Cell. American Society of Plant Biologists (ASPB). 25 (12): 4967—4983.
- Yamamoto, H; Ohsumi, Y (6. 10. 2015). „The Thermotolerant Yeast Kluyveromyces marxianus Is a Useful Organism for Structural and Biochemical Studies of Autophagy.”. The Journal of Biological Chemistry. 290: 29506—29518. doi:10.1074/jbc.M115.684233.
- Yamamoto, H; Ohsumi, Y (11. 7. 2016). „The intrinsically disordered protein Atg13 mediates supramolecular assembly of autophagy initiation complexes.”. Dev. Cell. 38 (1): 86—99. PMID 27404361.